# Vitória do Mearim (kommun)
Vitória do Mearim är en kommun i Brasilien.   Den ligger i delstaten Maranhão, i den nordöstra delen av landet, 1 400 km norr om huvudstaden Brasília. Antalet invånare är 31 234.
Följande samhällen finns i Vitória do Mearim:
- Vitória do Mearim

Omgivningarna runt Vitória do Mearim är huvudsakligen savann. Runt Vitória do Mearim är det ganska glesbefolkat, med 45 invånare per kvadratkilometer.